# NGC 6725
NGC 6725 је лентикуларна галаксија у сазвежђу Телескоп која се налази на NGC листи објеката дубоког неба.
Деклинација објекта је - 53° 51' 51" а ректасцензија 19h 1m 56,4s. Привидна величина (магнитуда) објекта NGC 6725 износи 11,4 а фотографска магнитуда 12,4. NGC 6725 је још познат и под ознакама ESO 183-36, AM 1857-535, PGC 62692.